# Belenos (banda)
Belenos é uma banda francesa de black metal com influências da música celta, formada em 1995, e cujos temas musicais descrevem a mitologia celta.

## Membros
- Loïc Cellier - vocal e todos os instrumentos

### Membros anteriores
- Nathalie - guitarra (1995-1997)
- Raphael Fontaine - guitarra (1998-2000)
- Guillaume Dallery - vocal e guitarra (2000-2006)
- Yann Desaulty - baixo (1998-2000)
- David Foulon - baixo (2000-2006)
- Marc Devillers - baterista (2001-2002)
- Denis Sokowicz - baterista (1998-2001)
- Gilles Delecroix - baterista (2002-2006)

## Discografia

### Álbuns
- Errances Oniriques (2001)
- Spicilège (2002)
- Chants de Bataille (2006)
- Chemins de Souffrance (2007)
- Errances Oniriques (re-recorded)(2009)
- Yen Sonn Gardis (2010)

### Demos
- Notre Amour Éternel (1996)
- Triste Pensée (1997)
- Allégorie d'une Souffrance (1998)

### Compilações
- L'Ancien Temps Best of (2004)